# Lisle (Dordogne)
Lisle is een gemeente in het Franse departement Dordogne (regio Nouvelle-Aquitaine) en telt 909 inwoners (1999). De plaats maakt deel uit van het arrondissement Périgueux.

## Geografie
De oppervlakte van Lisle bedraagt 17,8 km², de bevolkingsdichtheid is 51,1 inwoners per km².
De onderstaande kaart toont de ligging van Lisle (Dordogne) met de belangrijkste infrastructuur en aangrenzende gemeenten.

## Demografie
Onderstaande figuur toont het verloop van het inwonertal (bron: INSEE-tellingen).